# Glockenmuseum (Herrenberg)
Das Glockenmuseum Herrenberg (auch: Glockenmuseum Stiftskirche Herrenberg) befindet sich in der evangelischen Stiftskirche zu Herrenberg. Es wurde im Jahr 1990 auf Vorschlag des damaligen Herrenberger Dekans Dieter Eisenhardt gegründet und wird vom Verein zur Erhaltung der Stiftskirche koordiniert.
Das Museum zeichnet sich vor allem dadurch aus, dass ein Großteil der Ausstellungsstücke nicht ausgedient hat, sondern seine althergebrachte Aufgabe noch immer erfüllt. Die Armsünderglocke gilt als die älteste erhaltene Glocke in Württemberg. Die Besucher können beobachten, wie die Glocken dem Uhrenschlag dienen und wie sie zu verschiedenen Tages- und Kirchenjahreszeiten nach einer festgelegten Läuteordnung schwingend geläutet werden. Aufbauend auf der Gloriosa mit dem Nominal b0 bildet die Nominalfolge der Glocken eine Tonleiter über zweieinhalb Oktaven.
Die Glockensammlung umfasst neben dem ursprünglichen Herrenberger Geläut und verschiedenen neu gegossenen Glocken auch Einzelstücke aus den ehemaligen deutschen Ostgebieten. Besonders beachtenswert ist eine gotische Zuckerhutglocken und der Nachguss einer über 850 Jahre alten Bienenkorbglocke aus Thüringen, aber auch einige hervorragende Exemplare neuerer Glockengießerkunst. Die elf neuen Glocken des Zimbelgeläutes wurden von acht verschiedenen Glockengießern in Deutschland, Österreich und der Schweiz gegossen. Historisch gesehen kann die ganze deutsche Glockengeschichte in Beispielen gezeigt werden, mit 36 (Stand 2015) läutbaren Glocken befindet sich hier das größte Geläut zumindest Europas, hinzu kommen unter anderem noch 50 bespielte Carillon-Glocken und eine stündlich genutzte Schlagglocke, andere sind so befestigt, dass sie mit einem Hammer oder Klöppel von Hand angeschlagen werden können. Insgesamt sind so von den rund 120 Glocken knapp 100 tatsächlich noch zu hören.
Das Museum ist wegen erhöhter Brandschutzauflagen seit Anfang 2023 geschlossen, eine Wiedereröffnung scheint fraglich.

## Glockenweg

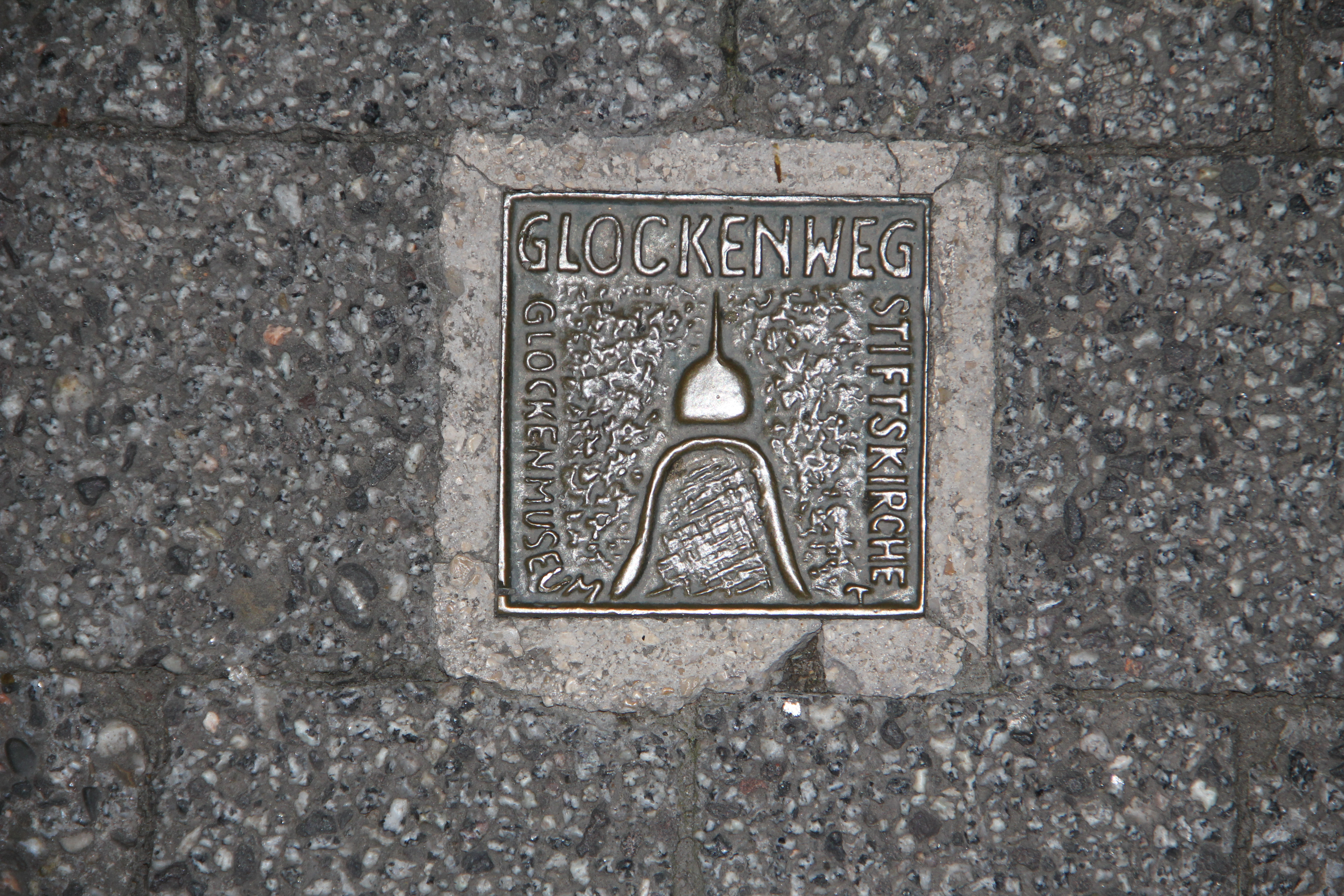
Eine der Wegmarken am „Alten Eichamt“

Seit dem Jahr 2009 befinden sich auf dem Weg vom Bahnhof zur Stiftskirche mit dem Glockenmuseum etwa 40 in den Boden eingelassene Pflastersteine, die den Weg zum Museum auch ortsunkundige Besucher leicht finden lassen.
Die einzelnen Wegmarken wurden aus Glockenbronze in einer von der Bauhütte der Stiftskirche zu Herrenberg gestalteten Form gegossen, von den örtlichen Technischen Diensten verlegt und der Stadt Herrenberg finanziert.
Zu sehen ist das Logo des Glockenmuseums Stiftskirche Herrenberg, die Spitze der stilisierten Zwiebel in Richtung des Museums weisend, und die Aufschrift „Glockenmuseum Stiftskirche“ unter der Überschrift „Glockenweg“.

## Glockenbestand

Vergleich einiger (25 Stück) Glocken nach Durchmesser, Nominal, Bezeichnung und Gewicht

### Hauptgeläut
| Nr. | Bezeichnung        | Gussjahr | Gießer                      | Gussort                       | Gewicht (kg) | Ø (mm) | Nominal (16tel) | Funktion                                 |
| --- | ------------------ | -------- | --------------------------- | ----------------------------- | ------------ | ------ | --------------- | ---------------------------------------- |
| 1   | Gloriosa           | 1965     | Emil Eschmann               | Rickenbach (Schweiz)          | 3628         | 1830   | b0 +3           | Erstläuten und Abendläuten (Festtage)    |
| 2   | Dominika           | 1999     | Gießerei Bachert            | Heilbronn                     | 3095         | 1640   | c1 +4           | Erstläuten und Abendläuten (Sonntage)    |
| 3   | Vaterunserglocke   | 2020     | Albert Bachert              | Neuenkirchen                  | 2476         | 1570   | d1 +3           | Ersatz für die Guldenglocke              |
| 4   | Betglocke          | 1949     | Anton Gugg                  | Straubing                     | 1300         | 1310   | es1 ±0          | Abendläuten (Werktage, 18:00)            |
| 5   | Reformationsglocke | 1783     | Benjamin Körner             | Görlitz                       | 1268         | 1340   | es1 +5          | –                                        |
| 6   | Mittagsglocke      | vor 1483 | Hans Eger                   | Reutlingen                    | 1250         | 1250   | f1 +4           | Mittagsläuten, 12:00                     |
| 7   | Kreuzglocke        | 1954     | Gießerei Kurtz              | Stuttgart                     | 823          | 1080   | g1 +5           | Gedächtnisläuten (Werktage, 11:00/15:00) |
| 8   | Osanna             | um 1300  | unbez.                      | in Schlesien                  | 320          | 850    | as1 +3          | –                                        |
| 9   | Taufglocke         | 1954     | Gießerei Kurtz              | Stuttgart                     | 563          | 960    | a1 +3           | Taufhandlung                             |
| 10  | Zeichenglocke      | 1569     | Franziscus Voillard         |                               | 528          | 930    | b1 –1           | Zweitläuten (Sonn-/Festtag)              |
| 11  | Predigtglocke      | 1752     | Paulus Strobel              | Speyer                        | 450          | 890    | b1 +6           | –                                        |
| 12  | Angelusglocke      | 1962     | Friedrich Wilhelm Schilling | Heidelberg                    | 310          | 770    | c2 +5           | Werktag, nach 18:00                      |
| 13  | Schiedglocke       | um 1490  | Horne                       | Stargard (Pommern)            | 285          | 800    | c2 +7           | Werktag, nach 11:00/15:00                |
| –   | Apollonia          | 1875     | Carl Rosenlaecher           | Konstanz                      | 347          | 810    | des2 ±0         | Arbeitsbeginn Bauhütte                   |
| 14  | Primglocke         | 1877     | Kirchdörfer                 | Schwäbisch Hall               | 180          | 670    | d2 +3           | Morgenläuten Werktags, 09:00             |
| 15  | Wachtglocke        | 1924     | Wieland-Werke               | Ulm                           | 130          | 610    | es2 +9          | Marktläuten (Di/Sa, 08:00)               |
| –   | Feuerglocke        | 1909     | Gebr. Grassmayr             | Feldkirch (Österreich)        | 150          | 640    | e2 +3           | Feuerglocke                              |
| 16  | Heilig-Geist       | 1997     | Gießerei Bachert            | Bad Friedrichshall-Kochendorf | 117          | 580    | f2 +6           | Segen                                    |
| –   | Ratsglocke         | 1855     | Martin Bachert              | Dallau                        | 82           | 530    | des3 +3         | –                                        |
| 17  | Armsünderglocke    | um 1230  | unbez.                      | in Württemberg                | 132          | 560    | f2 +7/g2        | Sabbatläuten (Sa, 17:55)                 |

### Zimbelgeläut

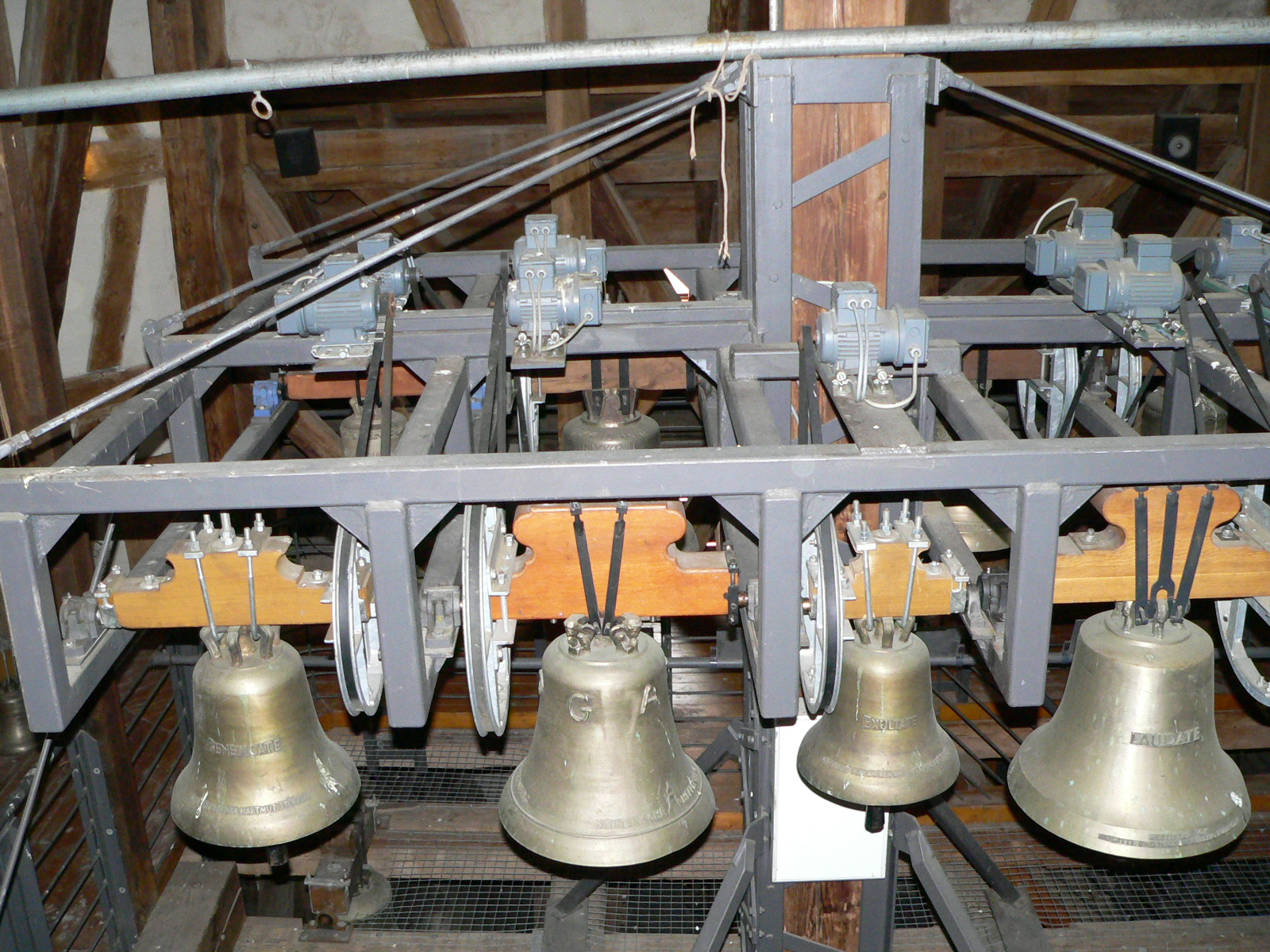
Zimbelgeläut

Auffallend sind die sehr verschiedenen Glockenformen, Joche und Klöppel der einzelnen Gießereien.
6 der Zimbelglocken erklingen samstags und sonntags um 12:05 Uhr nach dem Mittagsläuten und 8 Glocken bilden die Klangkrone des Hochfestplenums. Das „Vollgeläut“ aller 11 Zimbelglocken erklingt aus musikalischen Gründen niemals.
| Nr. | Bezeichnung | Gussjahr | Gießer                             | Gussort                | Gewicht (kg) | Ø (mm) | Nominal (16tel) |
| --- | ----------- | -------- | ---------------------------------- | ---------------------- | ------------ | ------ | --------------- |
| 1   | Adorate     | 1998     | Glocken- und Kunstgießerei Rincker | Sinn                   | 112          | 550    | g2 +5           |
| 2   | Magnificate | 2000     | Petit & Gebr. Edelbrock            | Gescher                | 54           | 500    | as2 +6          |
| 3   | Laudate     | 1998     | Gebr. Rüetschi                     | Aarau (Schweiz)        | 88           | 510    | a2 +6           |
| 4   | Rogate      | 1999     | Gießerei Bachert                   | Heilbronn              | 67           | 460    | b2 +7           |
| 5   | Cantate     | 2000     | H. A. Mark                         | Brockscheid            | 59           | 430    | c3 +7           |
| 6   | Benedicate  | 1998     | Gießerei Metz                      | Karlsruhe              | 55           | 400    | d3 +4           |
| 7   | Glorificate | 2001     | Gießerei Metz                      | Karlsruhe              | 29           | 340    | d3 +6           |
| 8   | Jubilate    | 1998     | Gebr. Grassmayr                    | Innsbruck (Österreich) | 45           | 380    | es3 +7          |
| 9   | Audite      | 2002     | Gießerei Perner                    | Passau                 | 41           | 350    | e3 +6           |
| 10  | Exultate    | 1998     | Gießerei Metz                      | Karlsruhe              | 34           | 340    | f3 +8           |
| 11  | Minima      | 1999     | Gießerei Rincker                   | Sinn                   | 26           | 310    | g3 +7           |

### Sonstige Glocken
| Bezeichnung     | Gussjahr                                 | Gießer                             | Gussort     | Gewicht (kg) | Ø (mm) | Nominal (16tel) | Bemerkung                                              |
| --------------- | ---------------------------------------- | ---------------------------------- | ----------- | ------------ | ------ | --------------- | ------------------------------------------------------ |
| Maxima          | 2000                                     | H. A. Mark                         | Brockscheid | 6370         | 2210   | f0 ±0           | vor der Kirche abgestellt                              |
| Gussstahlglocke | 1948                                     | Bochumer Verein                    | Bochum      | 2200         |        | c1              | vor der Kirche abgestellt                              |
| Aschara         | 1996                                     | Gießereien Rincker und Lauchhammer | Sinn        | 193          | 620    | es2 +9          | läutbar                                                |
| Schlag          | 1687                                     | Lorentz Kokeritz                   | Stettin     | 100          | 610    | des2 ±0         | Stundenvorschlag                                       |
| Segen           | 1964                                     | Gießerei Rincker                   | Sinn        | 46           | 440    | b2 +4           | im Dachreiter                                          |
| Karolinger      | Nachguss                                 | Gießerei Rincker                   | Sinn        | 48           | 440    | ?               | läutbar                                                |
| Haithabu        | Nachguss 2004 (Original 10. Jahrhundert) | Glockengießerei Rincker            | Sinn        | 29           | 425    | b2 +7           | von Hand läutbar, Original im Wikinger Museum Haithabu |

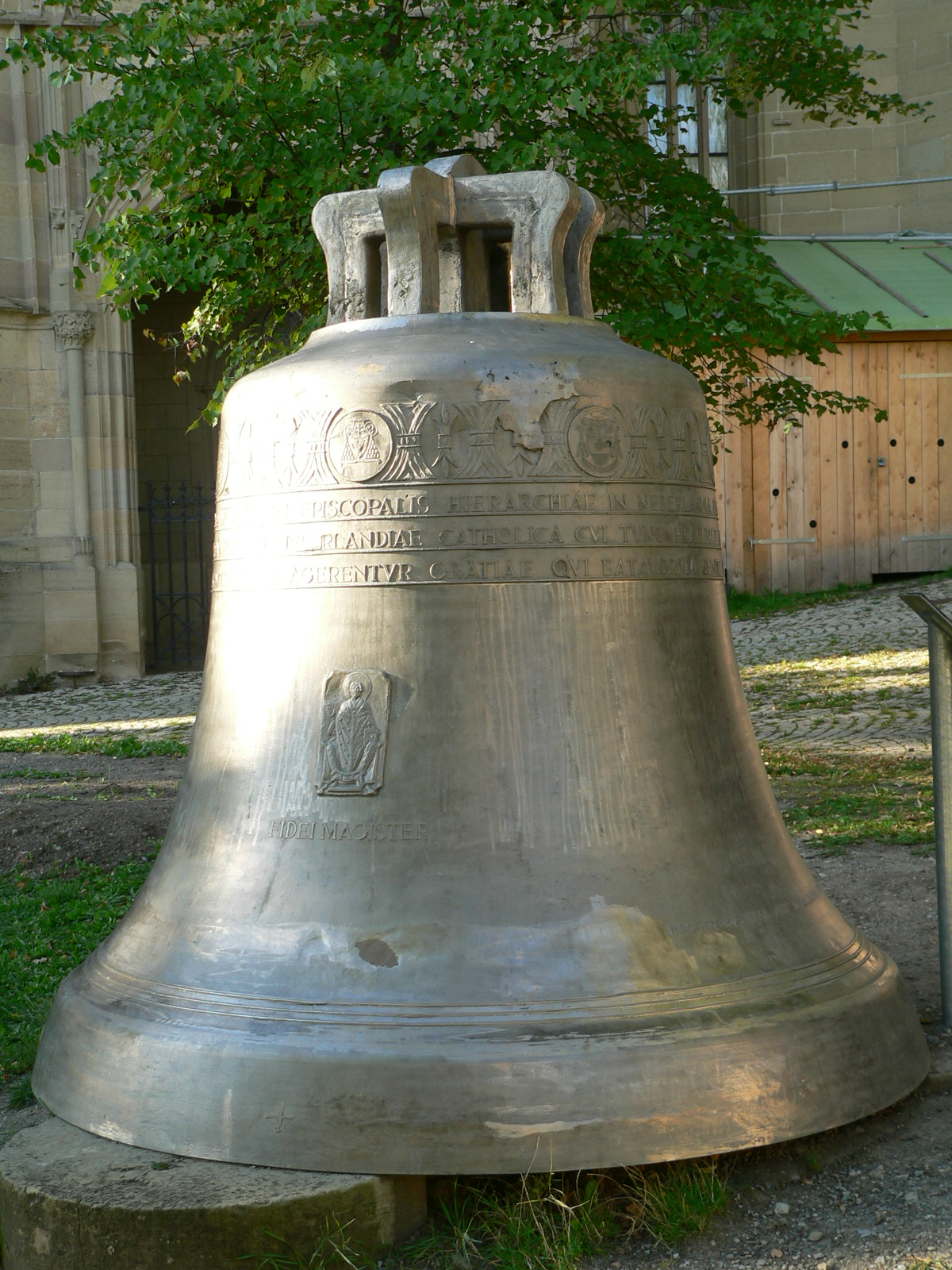
Maxima
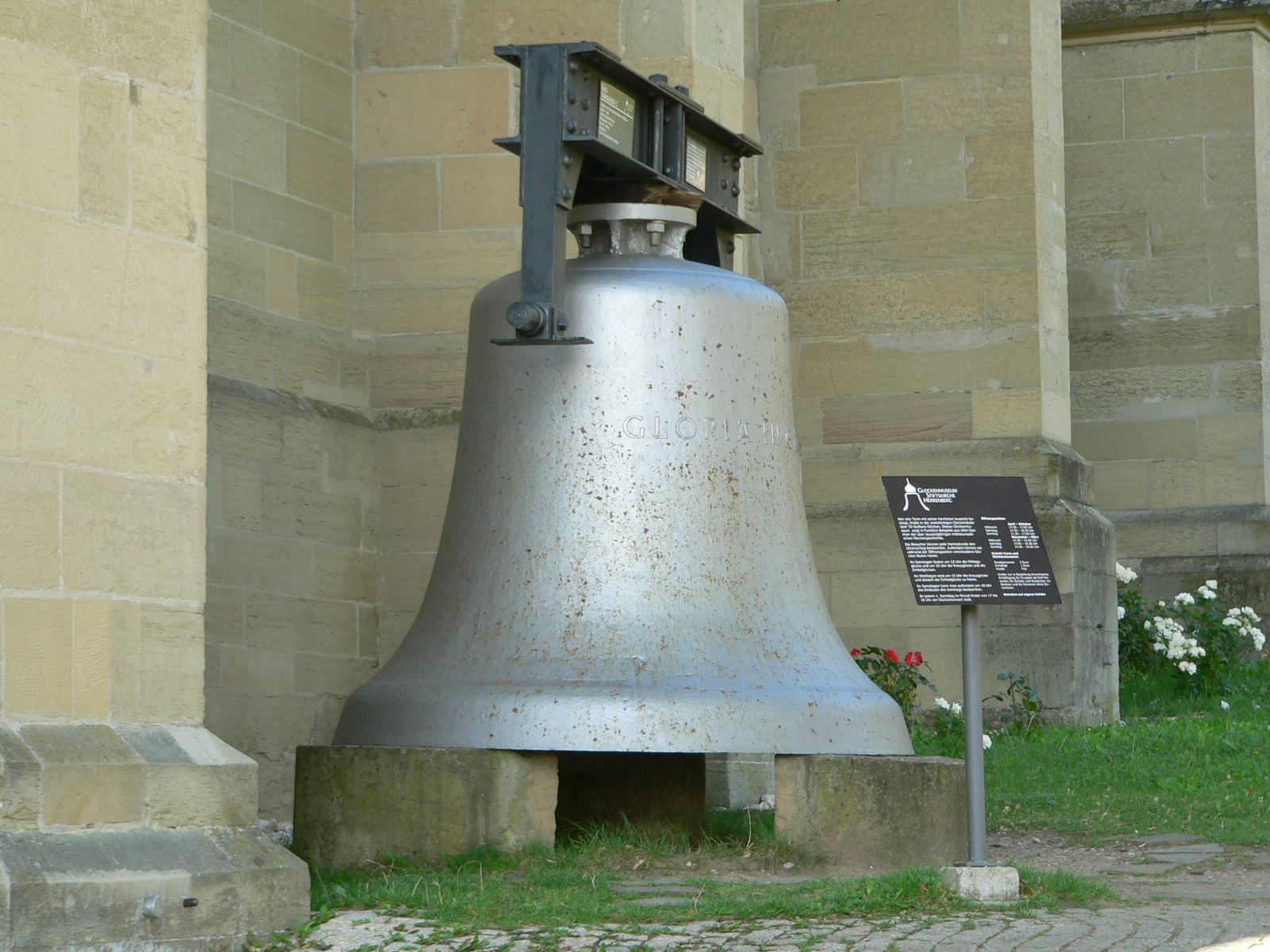
Gussstahlglocke

### Carillon
Am 24. Juni 2012 wurde ein Carillon mit 50 Glocken eingeweiht. Neben Konzerten erklingt dieses Musikinstrument täglich zu den liturgischen Läutezeiten und um 10, 16 und 21 Uhr.

## Konzerte
In dieser Regelmäßigkeit einmalig, sind die jeden ersten Samstag im Monat veranstalteten Glockenkonzerte, zu denen neben den Glocken des Hauptgeläuts immer auch die des Zimbelgeläuts und häufig des Carillons erklingen. Die Zusammenstellung und Abfolge des Läutens wird meistens von Campanologen oder den Pfarrern der Evangelischen Kirchengemeinde Herrenberg bestimmt.
In weniger regelmäßigen Abständen finden, unabhängig von den Glockenkonzerten, Carillonkonzerte nationaler und internationaler Carilloneure statt.